# Ebony Obsidian

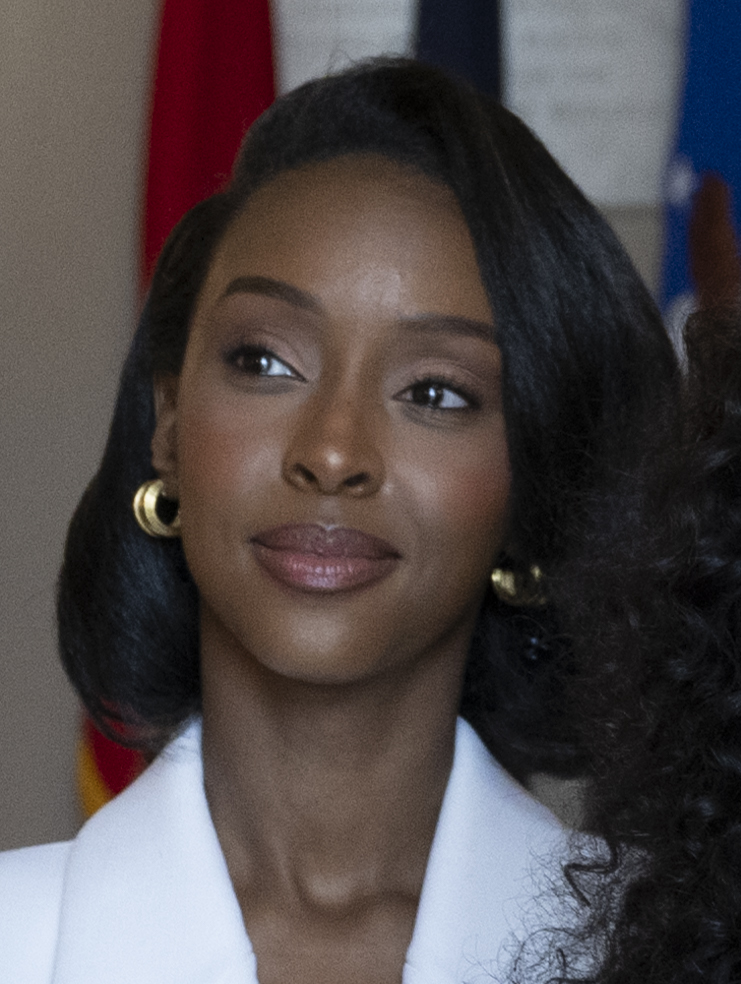
Ebony Obsidian nel 2024

Ebony Obsidian (New Paltz, 16 aprile 1994) è un'attrice statunitense.

## Biografia
Da famiglia Eritrea, Obsidian si forma presso il William Esper Studio. Durante gli anni della sua formazione, recita in alcuni film indipendenti, tra i quali The Vixens e Where Hearts Lie al fianco di Malik Yoba e Clifton Powell. Nel 2015, si produce in Tough Love, una webserie in onda su YouTube e nel 2018 nel film drammatico Se la strada potesse parlare, interpretando la sorella del protagonista. Nel 2019, Obsidian recita nella serie Hulu Wu-Tang: An American Saga. Nello stesso anno, partecipa alla serie comico-drammatica Sistas. Nel 2020, riveste un ruolo ricorrente come Carol Hawthorne nella serie drammatica Amazon Hunters. Nel 2023, Obsidian è stata scritturata al fianco di Kerry Washington, Susan Sarandon e Oprah Winfrey nel film drammatico di guerra Six Triple Eight per Netflix.

## Filmografia parziale
- The Amazing Spider-Man 2 - Il potere di Electro, regia di Marc Webb (2014)
- Se la strada potesse parlare, regia di Barry Jenkins (2018)
- Sistas - serie TV (2019 - in corso)
- Hunters - serie TV (2020)
- The Six Triple Eight, regia di Tyler Perry (2024)